# بيريف بي إي -30
بيريف بي إي -30 (بالإنجليزية: Beriev Be-30)‏ هي طائرة خطوط جوية إقليمية روسية الصنع، صممت من قبل مكتب التصميم بيريف. تم تطويره خصيصا لخطوط إيروفلوت الجوية، لخدمة المسارات المحلية ذات مهابط الطائرات العشبية القصيرة. كما أنها صممت أيضا لاستخدامها في عمليات النقل الخفيف، والمسح الجوي وأدوار الإسعاف الجوي. وتعد منافسة لطائرة أنتونوف أن-28 والتشيكوسلوفاكي ليت إل-410 تربوليت. أنتجت في 1968 بالاتحاد السوفيتي. من صناعة بيريف. وكان أول طيران لها في 3 مارس 1967. صنع منها 8 طائرات.